# Виктор Эммануил Савойский-Аостский (граф Турина)
Ви́ктор Эммануи́л Саво́йский-Ао́стский (итал. Vittorio Emanuele di Savoy-Aosta), или Ви́ктор Эммануи́л Тури́н Иоа́нн Мари́я Саво́йский (итал. Vittorio Emanuele Torino Giovanni Maria di Savoia; 24 ноября 1870, Турин, Королевство Италия — 19 октября 1946, Брюссель, Королевство Бельгия) — представитель Аостской ветви Савойского дома; савойский принц, испанский инфант. Граф Турина с 1870 по 1946 год. Сенатор Королевства Италия. Генерал кавалерии (1910) и генерал-полковник (1923) в армии итальянского королевства.

## Биография

### Семья
Родился 24 ноября 1870 года в Турине. Он был средним из трёх сыновей принца Амадея Савойского, герцога Аосты в его первом браке с княжной Марией Викторией даль Поццо. По отцовской линии приходился внуком Виктору Эммануилу II, королю Италии и Адельгейде Австрийской, эрцгерцогине из дома Габсбургов. По материнской линии был внуком Карло Эмануэле даль Поццо делла Чистерна, князя Чистерна-д’Асти и Луизы Каролины Гислены де Мерод-Вестерло, урождённой графини де Мерод. При крещении принц получил имена Виктора Эммануила Турина Иоанна Марии. Сразу после рождения ему был присвоен титул графа Турина. Некоторое время принц также носил титул испанского инфанта, так как его отец недолго был испанским королём под именем Амадея I. Полнородными братьями Виктора Эммануила были Эммануил Филиберт, герцог Аосты и Людовик Амадей, герцог Абруцци. Единокровным братом принца был родившийся во втором браке отца Гумберт, граф Салеми.

### Военная карьера
Виктор Эммануил избрал карьеру военного. Прошёл обучение в военном училище в Милане, которое окончил в 1885 году. Продолжил образование в Военной академии в Модене. Завершив обучение, в 1889 году был назначен для прохождения службы в Кавалерийский полк в Ницце. В звании лейтенанта был переведён в Пьемонтский кавалерийский полк.
В 1897 году Виктор Эммануил Савойский-Аостский вызвал на дуэль принца Генриха Орлеанского, который в своей статье, опубликованной в еженедельнике «Фигаро», уничижительно отозвался о военных качествах итальянских солдат, комментируя сражение при Адуа в Эфиопской империи. Дуэль прошла на клинках 15 августа 1897 года в Вокрессонском лесу близ Версаля. Виктор Эммануил ранил противника в живот и победил в поединке, который длился чуть менее получаса. По возвращении на родину он был принят с почестями королём Гумбертом I, приходившемся ему дядей. Итальянская пресса отзывалась о графе, как о герое и патриоте.
В 1899 году Виктор Эммануил был повышен в звании до полковника и назначен командиром полка улан в Новаре. В 1903 году он был возведён в бригадные генералы, и командовал Седьмой кавалерийской бригадой, дислоцировавшейся во Флоренции. В 1910 году Виктор Эммануил получил звание генерала кавалерии и позднее был назначен генеральным инспектором кавалерии. Во время Первой мировой войны он получил назначение на место командующего всей итальянской кавалерией. Во время сражений показал пример мужества, лично руководя наступлением. В 1923 году ему было присвоено звание генерал-полковника.

### Поздние годы
Во время фашистской эры Виктор Эммануил отошёл от государственных дел, оставаясь сенатором итальянского королевства. Он вёл уединённый образ жизни в Королевском дворце в Милане. Каждое утро старый граф пешком шёл на Центральный вокзал, выезжал в Болонью на завтрак к своей подруге графине Жанне де Босдари, урождённой Бруски-Фальгари, и каждый вечер возвращался обратно.
После конституционного референдума, упразднившего монархию в Италии, отправился в изгнание в Бельгию. Не женившись и не оставив потомства, Виктор Эммануил умер в Брюсселе 19 октября 1946 года. В 1968 году его останки перезахоронили в королевской усыпальнице Суперга в Турине.

## Награды
Кавалер Высшего ордена Святейшего Благовещения с 14 марта 1892 года. Кавалер Большого креста ордена Святых Маврикия и Лазаря. Кавалер Большого креста ордена Короны Италии. Великий офицер Савойского военного ордена с 19 сентября 1918 года. 12 июня 1919 года был награждён серебряной медалью «За воинскую доблесть». Бальи Великого Креста Суверенного военного ордена Мальты. Кавалер ордена Чёрного орла Германской империи. Военный крест 1914—1918 годов от Третьей республики.